# Our Mirage
Our Mirage es una banda Post-Hardcore formada en 2017 en Marl, Alemania.
En 2018 han sacado su álbum debut titulado Lifeline, En 2020 Lanzan su Segundo Álbum Titulado Unseen Relations Y En 2022 Lanzan Su Tercer Álbum Titulado Eclipse.

## Historia
Fundada en 2017 en Marl , Our Mirage está compuesta por el vocalista Timo Bonner, el guitarrista Steffen Hirz, el bajista y vocalista Manuel Möbs y el baterista Daniel Maus.
Timo Bonner estuvo activo antes de la fundación de Our Mirage hasta 2017 en la banda de Internet Forever in Combat , cuyos miembros provienen de Suecia y los Emiratos Árabes Unidos.
El 11 de julio de 2018, el grupo ha lanzado sólo cuatro sencillos, firmaron un contrato con el sello discográfico alemán Arising Empire y anunciaron su álbum debut Lifeline para agosto y se inició en la fase de preventa. El álbum apareció oficialmente el 24 de agosto de 2018.
Desde su fundación en 2017, la banda ha tocado principalmente en conciertos en Alemania antes de la primera pequeña gira europea en noviembre del mismo año. El 18 de agosto de 2018, el grupo abrió la Elbriot en Hamburgo , en donde en el mismo día Killswitch Engage, Beartooth y Arch Enemy tocaron. En diciembre de 2018 acompañará a la banda Breathe Atlantis y la inminencia de su gira europea.

## Estilo

### Letras
Las letras de la cual es responsable el cantante Timo Bonner, trata sobre la depresión, la ansiedad e intimidación. En una entrevista, Bonner explicó que las experiencias personales experimentadas son cruciales para los temas de las canciones de la banda.
Aunque la banda sea de origen alemán, las líricas están escritas en inglés.

### Música
La banda describe su música como "letras contundentes con música impactante" Es una mezcla de hardcore melódico y post-hardcore, que se encuentra cerca del rock alternativo.

## Discografía
- Lifeline (2018)
- Unseen Relations (2019)
- Eclipse (2022)

## Videografía
| Año  | Canción       | Álbum    |
| ---- | ------------- | -------- |
| 2017 | "Nightfall"   | Lifeline |
| 2017 | "Revivor""    | Lifeline |
| 2017 | "My Distress" | Lifeline |
| 2018 | "The Unknown" | Lifeline |
| 2018 | "Lost"        | Lifeline |

## Miembros
- Timo Bonner – Voz (2017–presente)
- Steffen Hirz – Guitarra líder (2017–presente)
- Manuel Möbs – Bajo, coros (2017–presente)
- Daniel Mouse – Batería (2017–presente)